# Trang viên Wincenty Pol ở Lublin
Trang viên Wincenty Pol ở Lublin (tiếng Ba Lan: Dworek Wincentego Pola w Lublinie) là một bảo tàng tiểu sử về cuộc đời và tác phẩm của nhà thơ và nhà địa lý người Ba Lan Wincenty Pol. Bảo tàng này bố trí triển lãm bên trong một trang viên được xây dựng vào cuối thế kỷ 18 theo phong cách kiến trúc Cổ điển. Trang viên này từng nằm trong khuôn viên của một trang trại nhỏ tọa lạc gần Lublin, Ba Lan.

## Lịch sử
Trang viên là tài sản của cha Wincenty Pol từ năm 1804 đến năm 1810, và được bán sau khi gia đình của nhà soạn nhạc chuyển đến Lviv. Từ năm 1860 đến năm 1877, trang viên này một lần nữa thuộc sở hữu của gia đình ông.
Trang viên vẫn nằm tại vị trí ban đầu cho đến năm 1969, sau đó trang viên được di dời đến số 13 phố Kalinowszczyzna. Trang viên này là một trong những vật thể kiến trúc được trưng bày của một bảo tàng ngoài trời ở Lublin tên là Bảo tàng Làng Lublin.
Nhân dịp kỷ niệm 100 năm ngày mất của Wincenty Pol, vào ngày 2 tháng 12 năm 1972, bảo tàng tiểu sử về Wincenty Pol chính thức mở cửa cho công chúng. Sau khi trụ sở của Bảo tàng Làng Lublin thay đổi, bảo tàng tiểu sử này được chuyển đến Bảo tàng Lublin vào năm 1977.